# New Roads

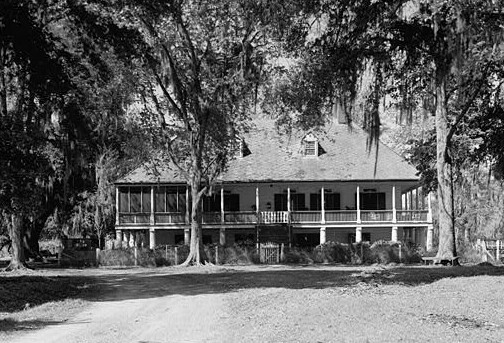
Plantation Parlange à New Roads datant de l'époque de la Louisiane française.

La ville de New Roads (Chemen nef en créole louisianais; Chemins neufs en français louisianais) est le siège de la paroisse de la Pointe Coupée dans l'État de la Louisiane, aux États-Unis.
Le Bureau du recensement des États-Unis avait comptabilisé lors du recensement de l'an 2010 une population de 6 993 hab. Depuis le passage de l'ouragan Katrina, la ville a accueilli plusieurs centaines de réfugiés et aujourd'hui la population est estimée à 5 589 personnes.
La commune a une superficie de 11,8 km2.

## Histoire
La ville date de la fondation du Poste de Pointe-Coupée, fondé par les Français en 1720 lors de la période de la Louisiane française et de son église, la chapelle Saint-François/St Francis. Elle fut d'abord dénommée Chemin neuf avant d'être officiellement anglicisé en New Roads après la vente de la Louisiane par Napoléon Ier.
Le poste permit l'installation de colons français et créoles venant des îles de Saint-Domingue et d'Haïti ou encore de Fort de Chartres situé dans le Pays des Illinois le long du fleuve Mississippi en Nouvelle-France.
Avec le développement des grandes plantations, les Franco-Louisianais font venir des esclaves des Antilles.
Le Bureau de recensement américain donne une population de 689 habitants en 1745 composée de 260 colons français, 391 Noirs, 15 Mulâtres et 23 Amérindiens.
Le poste de Pointe-Coupée fut commandé de 1729 à 1762 par :
- 1729: Chevalier Henri du Loubois;
- 1734-38: Claude Joseph de Favrot;
- 1738-1742: Jean Louis Richard de la Houssaye;
- 1742-1744: Claude Joseph de Favrot;
- 1744-1753: Jean Joseph Delfau de Pontalba;
- 1753: Chevalier Morliere;
- 1753-1756: Francois Artaud;
- 1756-1759: Pierre Benoist, Sieur Payen de Noyan de Chavoy;
- 1759-1762: Jean Louis Richard de la Houssaye

## Toponymie
En 1776, le poste prend le nom de Chemin neuf.
Après la vente de la Louisiane par Napoléon Ier aux Américains en 1803, le village de "Chemin Neuf" deviendra "New Roads" au cours du XIXe siècle.

## Géographie
La ville de New Roads est située le long du Lac False River près du fleuve Mississippi. Elle est entourée de deux localités non incorporées, Point Coupee (anciennement Poste de Pointe Coupée) et False River (anciennement Fausse Rivière).

## Personnalité
La ville fut également le lieu de résidence du premier représentant de la Louisiane au Congrès des États-Unis, Julien Poydras de Lalande. En 1812, il devient président de la première convention constitutionnelle et président du nouveau Sénat. Propriétaire de plusieurs plantations, Julien Poydras meurt en 1824 et fut enterré à New Roads même. Philanthrope, il laisse une importante donation pour la fondation d'une institution philanthropique. Cette société, sans but lucratif, d'abord appelé "Poydras Female Orphan Asylum" prendra ensuite le nom de "Poydras Home". Cet organisme aide notamment les personnes âgées et en particulier celles atteintes de la maladie d'Alzheimer.

## Mardi Gras et Pays cadien
Chaque année, la ville fête l'un des deux plus anciens Mardi gras de la Louisiane et son traditionnel Courir de Mardi Gras. La ville est située dans la région de l'Acadiane en pays cadien.